# Теконкинкрийт
„Теконкинкрийт“ (на японски: 鉄コン筋クリート) е японски анимационен филм от 2006 година, приключенски екшън на режисьора Майкъл Ариас по сценарий на Антъни Уейнтрауб, базиран на едноименната манга на Таийо Мацумото.
В центъра на сюжета се две безпризорни момчета в дистопичен мегаполис, които се сблъскват със съпернически улични банди, завърнал се в квартала някогашен местен водач на якудза и безскрупулен строителен предприемач, опитващ се да унищожи района и да изгради на негово място огромен увеселителен парк.
„Теконкинкрийт“ получава Наградата на Японската академия за най-добър анимационен филм.